# 乾晴行
乾 晴行（いぬい はるゆき）は、日本の材料工学者。
京都大学大学院工学研究科 材料工学専攻 材料物性学講座 教授。
専門は構造材料、機能材料。

## 学歴
- 1983年 大阪大学工学部 金属材料工学科 卒業[1][2]
- 大阪大学大学院工学研究科 博士前期課程 金属材料工学専攻 修了[1]
- 1988年 大阪大学大学院工学研究科 博士後期課程 金属材料工学専攻 修了[1][2]

## 経歴
- 1988年4月 - 1989年3月 アメリカ合衆国ペンシルバニア大学 博士研究員[1][2]
- 1989年4月 - 1996年5月 京都大学工学部 金属加工学科(現物理工学科材料科学コース） 助手[1][2]
- 1996年6月 - 2004年10月 京都大学大学院工学研究科 材料工学専攻 助教授[1][2]
- 2004年10月 - 京都大学大学院工学研究科 材料工学専攻 教授[1][2]

## 受賞歴
- 1988年 高温学会奨励賞[1][2]
- 1992年 アメリカ合衆国材料学会（MRS）最優秀ポスター論文賞[1]
- 1992年 第2回奨励賞（日本金属学会）[3][1][2]
- 1995年 日本金属学会ハワイ大会最優秀ポスター論文賞[1]
- 1999年 ISGTA‘99国際会議（TMS主催）最優秀ポスター論文賞[1]
- 2000年 第58回功績賞（日本金属学会）[4][2]
- 2004年 アメリカ合衆国材料学会（MRS）最優秀ポスター論文賞[1]
- 2006年度 第21回和文誌賞（日本顕微鏡学会）[5][1]
- 2006年度 優秀論文発表賞（電気学会）[1]
- 2008年 米国材料学会 Materials Research Society 2008 Fall Meeting; Best Poster Paper Award (Symposium)[1]
- 2010年 第60回金属組織写真賞優秀賞（第3部門）（日本金属学会）[6][1]
- 2010年 国際金属組織学会 2010 International Metallographic Contest (ASM) Class3: Electron Microscopy – Transmission and Analytical Third Place[1]
- 2010年 米国材料学会 Materials Research Society 2010 Fall Meeting; Best Poster Paper Award[1]
- 2011年 第61回金属組織写真賞優秀賞（第3部門）（日本金属学会）[6][1]
- 2011年 国際金属組織学会 2011 International Metallographic Contest (ASM) Class3: Electron Microscopy – Transmission and Analytical First Place[1]
- 2016年 第14回功労賞（日本金属学会）[1][2]
- 2019年 第25回増本量賞（日本金属学会）[7][1][2]
- 2019年 第69回金属組織写真賞優秀賞（第3部門）（日本金属学会）[8][1]
- 2019年 第16回本多フロンティア賞（本多記念会）[9][1][2]
- 2019年 第9回まてりあ賞（まてりあ論文賞）（日本金属学会）[10][1]
- 2021年 フンボルト賞（アレクサンダー・フォン・フンボルト財団）[11][12][1][2]
- 2022年 第19回村上記念賞（日本金属学会） [13][1]
- 2023年 第73回金属組織写真賞優秀賞（日本金属学会）[14][1]
- 2024年 日本金属学会第69回本多記念講演[1]